# فرد آرثر (كاتب أغاني)
فرد آرثر (بالإنجليزية: Che Arthur)‏ هو كاتب أغاني أمريكي، ولد في 1972.

## وصلات خارجية
- فرد آرثر على موقع ميوزك برينز (الإنجليزية)
- فرد آرثر على موقع أول ميوزيك (الإنجليزية)
- فرد آرثر على موقع ديسكوغز (الإنجليزية)